# The Last Stand (musikalbum)
The Last Stand är ett album av det svenska heavy metal-bandet Sabaton som släpptes den 19 augusti 2016.

## Låtlista
Alla låtar är komponerade av Sabaton.
| Nr  | Titel                       | Tema                                                                        | Längd |
| --- | --------------------------- | --------------------------------------------------------------------------- | ----- |
| 1.  | Sparta                      | Slaget vid Thermopyle                                                       | 4:25  |
| 2.  | Last Dying Breath           | Försvaret av Belgrad 1915                                                   | 3:26  |
| 3.  | Blood of Bannockburn        | Slaget vid Bannockburn                                                      | 2:57  |
| 4.  | Diary of An Unknown Soldier | —                                                                           | 0:52  |
| 5.  | The Lost Battalion          | 77:e infanteridivisionens förlorade bataljon under Meuse-Argonne offensiven | 3:40  |
| 6.  | Rorke's Drift               | Slaget vid Rorke’s Drift                                                    | 3:29  |
| 7.  | The Last Stand              | Schweizergardets försvar av Vatikanen under Roms skövling 1527              | 3:59  |
| 8.  | Hill 3234                   | Slaget om kulle 3234                                                        | 3:31  |
| 9.  | Shiroyama                   | Samurajernas sista strid under slaget vid Shiroyama                         | 3:36  |
| 10. | Winged Hussars              | Bevingade husarernas anfall under Slaget vid Wien                           | 3:54  |
| 11. | The Last Battle             | Slaget om slottet Itter                                                     | 3:12  |
| 12. | Camouflage - Bonus          | —                                                                           | 3:56  |
| 13. | All Guns Blazing - Bonus    | —                                                                           | 3:59  |